# Peripodisma
Peripodisma is een geslacht van rechtvleugeligen uit de familie veldsprinkhanen (Acrididae). De wetenschappelijke naam van dit geslacht is voor het eerst geldig gepubliceerd in 1972 door Willemse.

## Soorten
Het geslacht Peripodisma  is monotypisch en omvat slechts de volgende soort:
- Peripodisma tymphii (Willemse, 1972)